# Ordre des Trinitaires
« Trinitaires » redirige ici. Pour les autres significations, voir Trinitaires (homonymie).
L'ordre de la Très Sainte Trinité et de la Rédemption des Captifs, dit ordre des Trinitaires ou Mathurins, est un ordre religieux catholique fondé en 1194 à Cerfroid par les français saint Jean de Matha et saint Félix de Valois, à l'origine pour racheter les chrétiens captifs des Musulmans. C'est la plus ancienne institution officielle de l'Église catholique consacrée au service de la rédemption sans armes à la main. Aujourd'hui ils aident les prisonniers et les captifs de toutes sortes.
Le nom latin de l'ordre est « Ordo Sanctissimae Trinitatis et Captivorum » et son sigle est « O.SS.T. ». Son charisme et son apostolat sont représentés sur une mosaïque datant de 1210 montrant le Christ libérant deux captifs, un noir et un blanc. C'est la vision qu'a eue le fondateur lors de sa première messe célébrée à Paris le 28 janvier 1193. Offerte par Innocent III à saint Jean de Matha, la mosaïque se trouve encore aujourd'hui à Rome sur le fronton de l'hospice de Saint-Thomas-in-Formis.
C'est un des deux ordres dits rédempteurs de l'Église, l'autre fondé quelques années plus tard est l'ordre de Notre-Dame de la Merci ou Mercédaires. Quant aux Trinitaires, ils sont associés à Notre-Dame du Bon Remède.

## Histoire

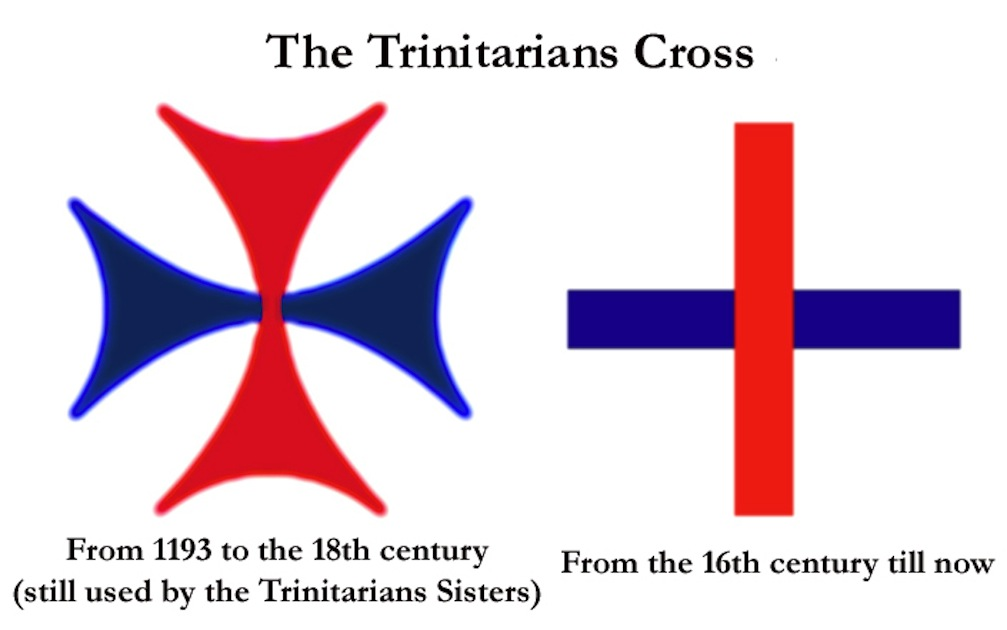
La croix des Trinitaires : la primitive (toujours utilisée par les sœurs) et l'actuelle, adoptée par les Trinitaires déchaussés à la fin du XVIe siècle.

L’ordre est fondé à Cerfroid près de Brumetz dans l'Aisne et sera approuvé par le pape Innocent III le 17 décembre 1198 par la bulle Operante divine dispositionis. Les Frères de la maison de la Trinité devront vivre dans l'obéissance, la chasteté et sans rien en propre (formule reprise plus tard par saint François d'Assise). Un tiers de leurs revenus sera affectée au rachat des captifs emprisonnés par les païens. Ils sont tenus à la célébration en commun de l'office. Le pape donnera à l'ordre, en 1209 l'hôpital Saint-Thomas-in-Formis, principale fondation trinitaire à Rome.
Jean de Matha et ses compagnons ramenèrent d'un premier voyage en Afrique cent quatre-vingt-six prisonniers libérés.
La tradition trinitaire voit en Félix de Valois le cofondateur de l'ordre, compagnon de Jean de Matha dans la solitude de Cerfroid. C'est là que s'implante la première communauté trinitaire. C'est pourquoi on considère cette maison comme le berceau et la maison-mère de tout l'Ordre.
Les membres sont également appelés Trinitaires, ou Mathurins, du nom de leur couvent à Paris, près d'une chapelle dédiée à saint Mathurin, ou encore frères aux ânes car leur règle leur interdisait de monter à cheval.
Jean de Matha fonde un projet de vie religieuse dans l'Église, nouveau et original, dont la texture est profondément évangélique. Il rattache la Trinité et la rédemption des captifs : l'ordre est l'ordre de la Sainte Trinité et des captifs, et les frères de Jean de Matha sont les frères de la Sainte Trinité et des captifs.

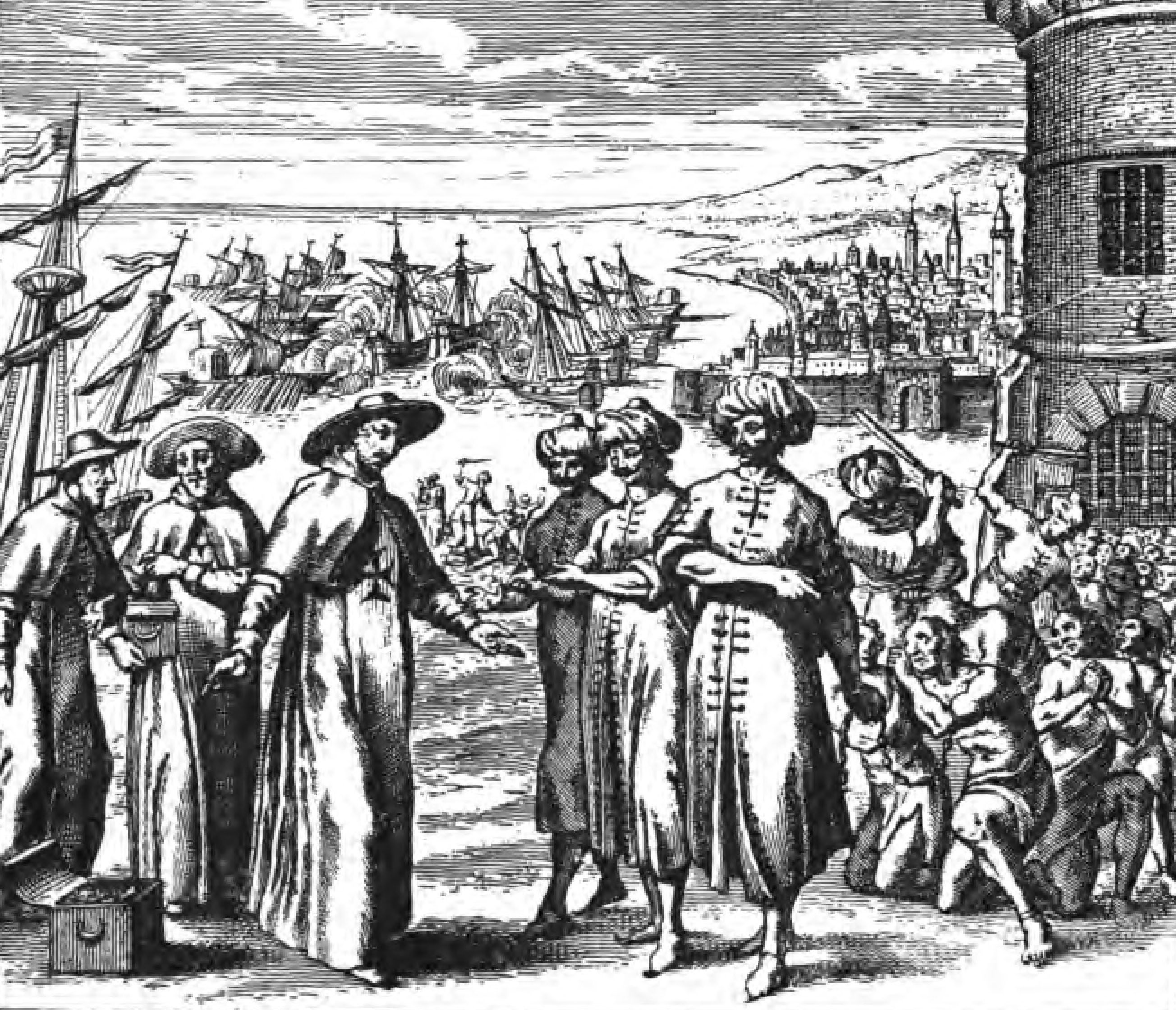
Des pères trinitaires rachetant des captifs (illustration de 1600).

Dès 1200, Jean de Matha fonde un hôpital à Marseille pour accueillir des captifs libérés par les musulmans. Il meurt à Rome en 1213. Le culte immémorial sera reconnu par la pape Alexandre VII et inscrit dans le calendrier universel par le pape Innocent XII. Vers 1240, l'ordre des Trinitaires compte déjà plusieurs dizaines de maisons réparties en Europe occidentale et en Terre Sainte. Le développement assez considérable de l'ordre au Moyen Âge explique aisément que des activités pastorales ou missionnaires plus larges aient occupé beaucoup de religieux, tandis que l'ordre s'annexait également des monastères de contemplatives.
La règle rédigée par Jean de Matha est le principe et le fondement de l'ordre trinitaire. Adaptée au cours de 800 ans par la tradition, principalement par l'esprit et l'œuvre, en 1599, du réformateur espagnol Jean-Baptiste de la Conception suivant le modèle offert par la réforme des carmélites, elle se prolonge dans les Constitutions approuvées par le Saint-Siège en 1984.
La solennité de la Sainte Trinité a lieu le deuxième dimanche après la Pentecôte.

## Règles
Bien que les Trinitaires aient une règle particulière, plusieurs historiens les mettent au nombre de ceux qui suivent la règle de Saint Augustin et qui sont des Chanoines réguliers. Dans plusieurs manuscrits très anciens, la règle de saint Augustin se trouve effectivement jointe à celle de l'ordre des Trinitaires.

## «Frères aux ânes»
« Ils ne pouvaient se servir d'autres montures dans les voyages que d'ânes, c'est pourquoi on les appelait autrefois les Frères aux ânes. On trouve dans un Registre de la Chambre des Comptes à Paris de l'an 1330 que les Religieux du Couvent de Fontainebleau, y sont appelés les frères des ânes de Fontainebleau. Mais par la seconde Règle il leur fut permis de se servir de chevaux, d'acheter de la viande, du poisson et « les autres choses nécessaires à la vie. »
Vers 1280, un manuscrit nomme l'hôpital de la Trinité, situé rue Saint Denis alors situé hors Paris, Trinité aus Asniers.

## Histoire des Trinitaires par E. d'Ault et J.-P. Migne

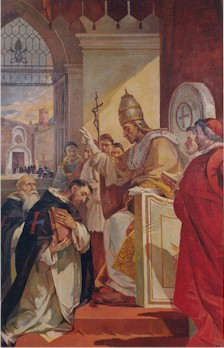
Saint Jean de Mata recevant l'approbation de l'Ordre du pape Innocent III, anonyme.

« Saint Jean de Matha obtint, avec Félix de Valois, du pape Innocent III, en 1198, la permission d'instituer un ordre religieux, dont le but était la rédemption des captifs tombés entre les mains des infidèles. Cet ordre a pris le nom de la sainte Trinité, parce que Dieu lui-même en avait provoqué la fondation par des visions miraculeuses.
Après avoir établi son ordre en France, Jean de Matha se rendit en Espagne, où il exhorta les rois, les princes, les seigneurs et les peuples, à la compassion envers les malheureux chrétiens captifs. Il fut favorablement accueilli en Castille, par Alphonse IX, en Aragon, par Pierre II, et en Navarre, par Sanche V.
Sa parole produisit les fruits qu'il en attendait chez une nation qui avait été en guerre avec les Mahométans. Des monastères et des hôpitaux du nouvel ordre furent fondés. D'Espagne, Jean de Matha passa à Tunis, d'où il conduisit à Rome cent vingt captifs qu'il avait rachetés.
Pendant ce temps, Félix de Valois établissait, à Paris, un couvent qui fit donner aux religieux trinitaires de la rédemption le nom de mathurins, parce qu'il y avait une chapelle dédiée à saint Mathurin là où il fut bâti.
Saint Jean de Matha mourut à Rome, en 1213 ou 1214. Son corps a été ensuite transporté en Espagne. L'ordre qu'il léguait à l'Église fut définitivement approuvé par le pape Clément IV, en 1267.
Au temps du pape Innocent XI, dans la seconde moitié du XVIIe siècle, les Trinitaires espagnols furent autorisés à élire un général, et usèrent de cette permission en 1688. Mais, après l'avènement de Philippe V au trône d'Espagne, le général de l'ordre entier, qui résidait en France, obtint du pape Clément XI sa rentrée dans ses droits, et il n'y eut plus, depuis 1705, qu'un général universellement reconnu par tous les religieux de l'ordre.
Le relâchement s'était introduit parmi les Trinitaires en Espagne, les religieux des Castille, d'Aragon et d'Andalousie, résolurent, dans un chapitre tenu en 1594, d'établir dans chacune de ces provinces deux ou trois maisons où on observerait la règle primitive, et où on vivrait avec plus d'austérité.
Cette réforme fut opérée dans un couvent bâti à Valdepeñas, en 1596, par la munificence d'un commandeur de Saint-Jacques, et saint Jean-Baptiste de la Conception en fut l'instituteur. Les religieux qui y entrèrent prirent des habits plus grossiers que ceux qu'ils portaient précédemment, et ils n'eurent plus aux pieds que des sandales.
Le père Jean-Baptiste obtint du pape Clément VIII, en 1599, que les Trinitaires déchaussés fussent séparés de l'ancien ordre ; mais ce ne fut pas sans une vive opposition de la part des religieux chaussés que le bref du Saint-Siège put être mis à exécution.
Le père Jean-Baptiste mourut à Cordoue, en 1613, après avoir fondé dix-huit couvents de la réforme des Trinitaires déchaussés.
Ces religieux furent exemptés en 1636, par le pape Urbain VIII, de la juridiction du général de l'ordre entier des Trinitaires, et il leur fut permis d'élire un général de leur congrégation. Elle se multiplia beaucoup en Espagne, et on la divisa en trois provinces, auxquelles on donna les noms de la Conception, du Saint-Esprit, et de la Transfiguration.
Les Trinitaires déchaussés d'Espagne se répandirent successivement en Pologne, en Allemagne, en Hongrie et en Italie. C'est par millions (source ?) que l'on compte le nombre des captifs qu'ils ont rachetés de l'esclavage chez les infidèles.
Quelques femmes pieusement charitables, quoiqu'elles ne pussent pas aller elles-mêmes racheter les captifs, voulurent s'associer par leurs prières à l'œuvre des Trinitaires, et elles embrassèrent la vie religieuse, suivant la règle de l'ordre, en 1236, sous la conduite de l'infante Constance, fille de Pierre II, roi d'Aragon, qui fut la première religieuse trinitaire. Il y eut aussi des religieuses trinitaires déchaussées en Espagne. »

## Différentes branches auXVIIIesiècle
- Trinitaires, ou ordre de la Trinité et Rédemption des captifs, fondé en 1193.
- Trinitaires de l'ancienne observance : nom porté par l'ordre primitif après la séparation des Trinitaires Réformés et Déchaussés.
- Trinitaires réformés : congrégation particulière en France ; une réforme de l'ordre fut décidée dans les Chapitres généraux des années 1573 et 1576. Deux ermites mirent en œuvre cette réforme : les pères Julien de Nantonville du diocèse de Chartes et Claude Aleph du diocèse de Paris, qui demeuraient dans un ermitage proche de Pontoise sous le nom de S. Michel, ils demandèrent la permission au Pape Grégoire XIII de porter l'habit de l'ordre de la sainte Trinité. Ce pontife informé de la vie austère et régulière qu'ils avaient menée avec dix autres compagnons dans cet ermitage de saint Michel, le changea en une maison de cet ordre par bulle du 18 mars 1578. Ils firent profession à Cerfroid le 8 octobre 1580. En 1601, Clément VIII permit à ces réformés de présenter deux ou trois d'entre eux au général des Trinitaires afin qu'il en choisisse un pour visiteur général. En 1619, le pape Paul III leur permet d'élire tous les ans un vicaire général, dépendant du général des Trinitaires.

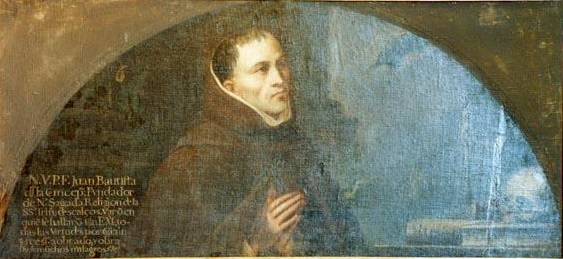
Saint Jean-Baptiste de la Conception, Pedro Atanasio Bocanegra, musée des Beaux-Arts de Grenade, Espagne.

- Trinitaires déchaussés en Espagne : fondés en 1594. Les religieux trinitaires des Provinces de Castille, d'Aragon et d'Andalousie tinrent un Chapitre général présidé par père Didace Gusman qui décida une plus grande austérité de l'ordre en Espagne. Saint Jean-Baptiste de la Conception mit en œuvre cette réforme. En 1605, Clément VIII leur permit d'élire tous les trois ans un provincial et Paul V en 1609 leur accorde un vicaire général qui devait être confirmé par le général des Trinitaires. Enfin, en 1636, Urbain VIII les exempte de la juridiction du général et leur permet d'en élire un de leur réforme.
- Trinitaires déchaussés en France : cette réforme est due au zèle du père Jérôme Halies dit du Saint-Sacrement qui fut envoyé à Rome en qualité de Procureur général ; en 1601, Clément VIII approuva cette réforme et le nomma visiteur général. Puis il obtint de Paul V la séparation des couvents réformés de ceux de l'ancienne observance. Proches des Trinitaires déchaussés d'Espagne, ils étaient aussi gouvernés par un vicaire général.
- Trinitaires (religieuses) : fondé en 1231 par l'infante Constance d'Aragon, fille de Pierre II et sœur de Jacques Ier rois d'Espagne, qui en fut la première religieuse et première abbesse ou supérieure.
- Trinitaires déchaussées (religieuses) : commencé vers 1612 par Françoise de Romero  puis par Marie de Vilena, sous la juridiction de l'archevêque de Tolède.
- Trinitaires (filles séculières) : fondé à Paris au début du XVIIIe siècle
- Tiers Ordre des Trinitaires : établi sous les auspices du général Dominici qui approuva, confirma et permit qu'on imprimât les règles et les statuts des Frères et Sœurs du Tiers Ordre de la Sainte Trinité en 1584}[8].

## Le Tiers Ordre trinitaire
« (les oblats) Il y avait autrefois dans l'ordre de la sainte Trinité & Rédemption des Captifs des personnes qui s'y donnaient en qualité d'oblats, entre lesquels on compte Berenger Seigneur d'Anguillare l'un des premiers barons de Catalogne et Angline sa femme, qui l'an 1209 fondèrent un hôpital qu'ils donnèrent aux Religieux de cet Ordre.
Ce sont peut-être ces Oblats qui ont donné lieu dans la suite à l'établissement d'un Tiers-Ordre de la sainte Trinité.
Mais quoique parmi les personnes illustres qui en sont sortis, à ce que l'on prétend, on y mette Philippe Auguste & saint Louis Rois de France, que l'on dise que ce dernier allait en chape au Chœur avec les Religieux, que l'on mette aussi au nombre de ces Tierçaires Alfonse VIII Roi de Castille, & plusieurs autres personnes distinguées par la sainteté de leur vie ou par leurs dignités; il en est sans doute de ce Tiers Ordre de la sainte Trinité comme de quelques autres Tiers Ordres de différentes Religions, où l'on fait entrer des personnes qui étaient mortes quelques centaines d'années avant la naissance de ces Ordres, il y a bien de l'apparence que le Tiers Ordre dont nous parlons, n'a été établi que sous les auspices du Général Bernard Dominici vers l'an 1584 puisque ce fut cette année qu'il approuva, confirma & permit qu'on imprimât les Règles & les Statuts des Frères & Sœurs du Tiers Ordre de la sainte Trinité; & quoique dans l'approbation qu'il en donna & qui se trouve à la fin de cette Règle, il dise que ce Tiers Ordre est fondé sur les Bulles des Souverains Pontifes, il serait néanmoins difficile d'en produire seulement une où il en soit parlé. Il est vrai qu'il se trouve plusieurs Bulles en faveur du Scapulaire de la sainte Trinité, mais cette Confrérie est différente du Tiers Ordre de la sainte Trinité, comme on peut voir par les Règles de ce Tiers Ordre & de cette Confrérie, qui ont été imprimées pour la seconde fois séparément & dans le même temps, à Rouen l'an 1670 avec la permission des Supérieurs de l'Ordre.
Quoi qu'il en soit, l'habillement de ces Tierçaires de la sainte Trinité consiste en une robe blanche avec un Scapulaire, sur lequel il y a une Croix rouge & bleue; mais l'usage n'est point en plusieurs pays de porter publiquement cet habit. Les personnes qui sont de ce Tiers Ordre le portent ordinairement sous leurs habits séculiers. Ils font un an de Noviciat, après lequel on leur fait une exhortation sur l'observance de la Règle & le Supérieur ayant béni les habits, celui qui fait Profession dit à haute voix ces paroles :
Je Frère N. ayant confiance en la très sainte Trinité, à La très sainte Vierge Marie, aux Bienheureux saint Jean et saint Félix, & à vous mon Père, propose avec intention pure et simple & droite, délibérément & fermement de garder les Commandements de Dieu, d'amender mes mœurs vivant ci-après avec plus d'amour de Dieu & de mon Prochain, méprisant les plaisirs du siècle, quittant les affections mondaines, me détachant de mon amour propre, renonçant à jamais au Diable & à La chair, pour pouvoir avancer mon salut & aider à celui de mon Prochain, par la grâce de Notre Seigneur, & participer comme associé aux privilèges, prérogatives, grâces & indulgences de la sainte Trinité pour la Rédemption des Captifs en recherchant l'avancement, l'honneur & le bien en toute fidélité, de la plus grande gloire du Père, du Fils, & du saint Esprit. Ainsi soit-il.
Il s'est érigé depuis quelques années à Paris une Communauté de Filles Séculières qui vivent selon la Règle des Religieux de la sainte Trinité & Rédemption des Captifs, on les appelle aussi Sœurs de la Ste Trinité. Leur habit est semblable à celui des Religieux, mais au lieu de manteau elles ont sur leur robe blanche une soutane ou veste ouverte par devant, au lieu de guimpe un mouchoir de cou en pointe, & sous un voile noir une cornette blanche. Elles portent aussi au cou une médaille d'argent en triangle, comme on peut voir dans la figure qui représente une de ces sœurs trinitaires. Elles apprennent à lire, écrire, & travailler à de pauvres filles. Cette Communauté est présentement au faubourg saint Antoine, où elles n'ont qu'une maison à louage, & elles ne subsistent que de leur travail, n'ayant pas encore de revenus considérables. »

## Les hôpitaux des Trinitaires en France

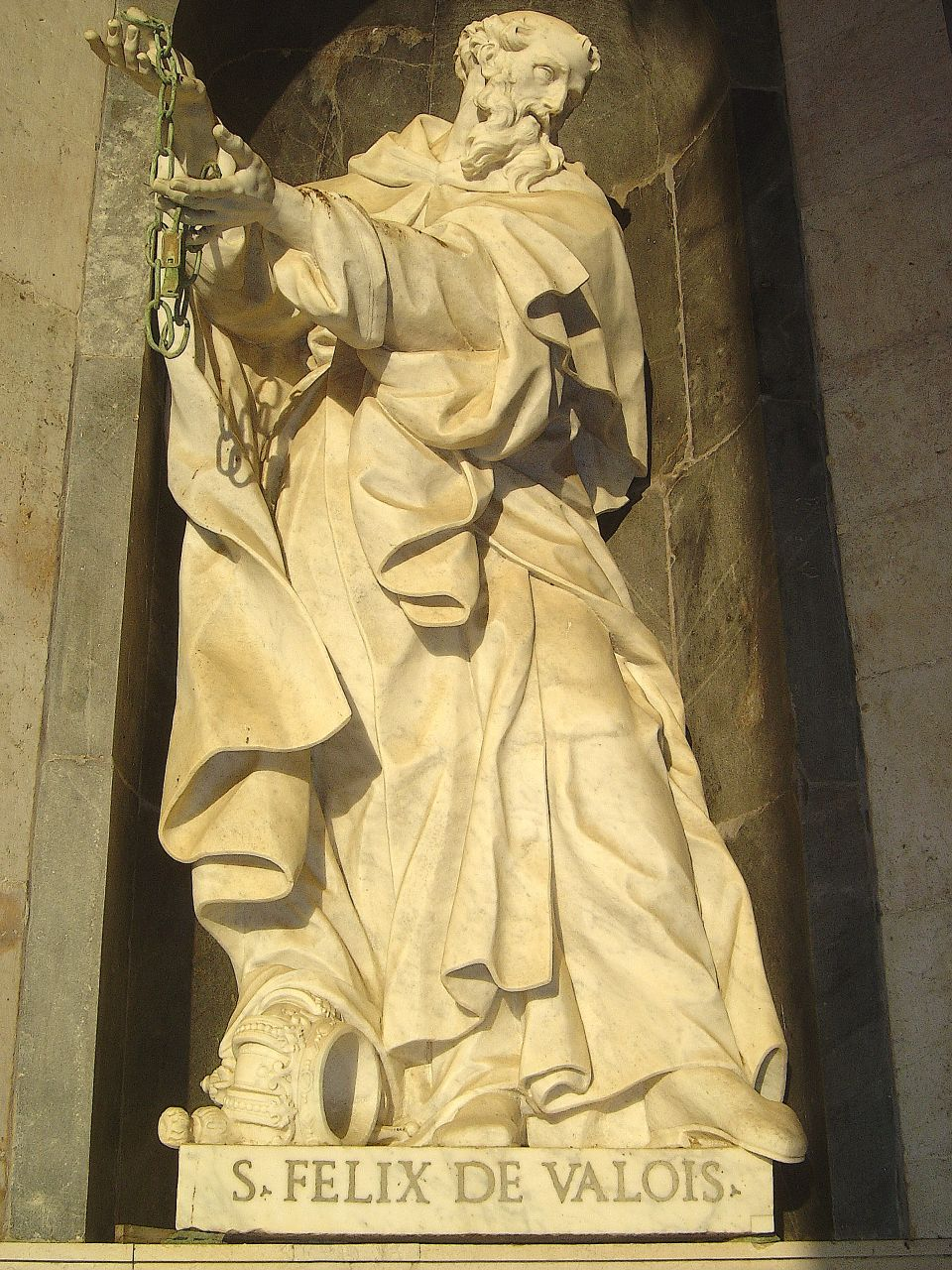
Statue de saint Félix de Valois, palais national de Mafra, Portugal.

La règle prescrivait de consacrer un tiers des revenus à l'entretien des religieux, un tiers au rachat des captifs, un tiers à l'hospitalité.
Il y eut, dès le début, beaucoup de maisons qui non seulement eurent des hôpitaux, mais même ne furent que des hôpitaux : Metz, Estaires (près de Lens), Douai, Pontarmé, au Bourget, et à Paris : le couvent des mathurins ; Robert Gaguin a écrit au dos d'un acte : « C'est la maison où est de présent l'hôpital »; cette pieuse fondation n'a disparu qu'au début du XVIIe siècle.
Les hôpitaux de l'ordre recevaient d'autres hôtes que des malades.
les mathurines de Reuilly, qui étaient des sœurs enseignantes : quant aux religieuses de Valence, cette communauté hospitalière avait pris l'habit de l'ordre et son vocable à la fin du XVIIe siècle, sans lui être aucunement rattachée. L'hôpital de Lens est élevé au rang de couvent de Trinitaires en 1245 par Jean, seigneur de Mons.
Dans le Midi, les Trinitaires paraissent partager le soin de leurs hôpitaux avec des recteurs laïques. À Cordes (Tarn), deux prudhommes, nommés pour un an, sont chargés de les contrôler, de par l'acte de fondation du mois de novembre 1287. Pierre de Béziers, damoiseau, parait être donné comme seul associé aux religieux, le 14 décembre 1295.
Bernard Rascas, fondateur de l'hôpital d'Avignon, institue deux recteurs laïcs à côté des Trinitaires qu'il fonde en 1353. La réunion si curieuse des pères de la merci et des Trinitaires en 1481 par Julien de La Rovère, vice-légat, doit être simplement interprétée comme une mesure destinée à assurer une meilleure surveillance.
Certains hôpitaux ne vécurent pas longtemps. L'hôtel-Dieu de Saint-Quentin, donné en 1257, n'existe plus un demi-siècle après; Châlons, où les Trinitaires auraient eu un hôpital dès 1225, n'en a plus dès avant 1364. Même secourus par un puissant seigneur comme Geoffroy le Meingre, frère de Jean II Le Meingre, surnommé Boucicaut, les Trinitaires hospitaliers d'Arles doivent attacher à leur service Marot du Puy, clerc, et le constituer procureur pour la moitié des revenus donnés par ce seigneur.
Le ministre Guillaume de Flaygnac avait d'ailleurs été pourvu de cette charge par Boucicaut lui-même (13 janvier 1410). Il était donc vrai que la dépendance étroite pouvait seule assurer la vie de ces établissements.
Pendant la seconde moitié du XVIe siècle, les Trinitaires s'efforcent de sauver ce qui leur reste de leurs hôpitaux. Entre autres déclarations qu'ils obtiennent des derniers Valois, il faut citer celle du 10 mai 1569, sous Charles IX, où il est spécifié qu'ils ne sont point compris dans l'édit relatif aux hôpitaux et maladreries.
Le début du XVIIe siècle marque une période de renouveau dans l'histoire des hôpitaux, comme dans celle de l'ordre entier. Les noms seuls des bienfaiteurs de la congrégation réformée, les Montmorency, les Condé, les Guéméné, suffisent à prouver l'estime qu'il surent inspirer.
En 1636, le prince de Condé fit une transaction avec Charles de la Sainte-Trinité, religieux déchaussé, en vue de la fondation d'un hôpital à Châteaubriant.
Les réformés ne devaient pas s'arrêter à ces succès, puisqu'ils obtinrent de fonder à Rouen un hôpital pour les captifs en 1669.
À ce moment précis, l'ordre entier subissait un grave désagrément. En 1663 avait été décidée la création des hôpitaux généraux. Aussi, en 1671, les Trinitaires furent-ils déchargés de leur hôpital d'Arles; il n'y eut plus dans cette ville que celui du Saint-Esprit.
Le 6 décembre 1673, nouvelle avanie. Louis XIV ordonna de remettre à l'ordre de Saint-Lazare les hôtels-Dieu où l'hospitalité n'était pas « observée » selon les titres de leur fondation. L'avocat Ragoulleau allégua, pour la défense des Trinitaires, que leurs maisons n'étaient pas dans le cas d'être réunies, car, à plusieurs reprises, le roi l'avait déclaré expressément ; s'ils avaient cessé de garder l'hospitalité prescrite par la règle primitive, c'est que leurs maisons n'étaient pas toutes des hôpitaux. En 1693, Louis XIV ordonna la désunion de ces hôpitaux d'avec l'ordre de Saint-Lazare (15 avril).
Les Trinitaires de Caillouet redemandèrent, en conséquence, la maladrerie de Chaumont en Vexin, ses dépendances et ses titres. Ils purent donc rester jusqu'au bout religieux hospitaliers.
Leurs bonnes œuvres subsistaient encore dans le Midi ; en 1768, à Cordes, les habitants ne voulurent jamais consentir à la suppression de l'hôpital trinitaire.
Jusqu'à la dernière heure de leur existence, ils gardèrent à Marseille un établissement appelé l'hôpital Saint-Eutrope, dont on ne sait pas la date de fondation. Au XVIIe siècle, cet hôpital de Saint-Eutrope a une existence tout à fait à part. Il était administré par quatre prieurs ou recteurs, deux étant élus chaque année pour deux ans ; chaque prieur sortant nommait son remplaçant au mois d'avril, avant la fête de saint Eutrope. Le ministre ratifiait cette élection et entendait les comptes. Tous les ans, on faisait l'inventaire. L'hospitalier et l'hospitalière pouvaient être renvoyés par décision du ministre et des prieurs. Ceux-ci devaient faire la quête une fois par semaine, mais l'hospitalière en fut chargée en 1677 et en 1711 ; on lui en donnait la moitié pour son entretien.
Cet hôpital suffisait à contenir les hydropiques « de tout âge, sexe, condition, paroisse » de la ville. Nul ne pouvait y entrer sans le certificat d'un médecin, apothicaire ou chirurgien, et sans l'ordre d'un des recteurs. L'hôpital était réservé aux pauvres, mais il y avait des riches qui s'y faisaient porter par dévotion et y faisaient leur neuvaine, pendant qu'ils bénéficiaient des aumônes. Aussi était-il ordonné hospitalière, lorsqu'il venait un malade distingué, d'en prévenir le ministre, qui lui rendait visite et l'engageait à faire aumône pour la maison.
Lors de la fameuse peste de 1720-1721, qui ne se sévit hélas pas seulement à Marseille, les Trinitaires firent courageusement leur devoir. La liste des religieux morts de la contagion comprend trente noms, dont dix de clercs ou convers. On peut citer entre autres, à Marseille, Michel Trossier, ancien provincial, Ignace Roux, vicaire général et ministre ; à Arles, Félix ny et Chartes Reinaud, morts en servant la paroisse Saint-Laurent; à Tarascon, Dominique Pépin et Ignace tide, morts aux infirmeries ; à Saint-Rémy, le P. Maurice ;uier[Quoi ?], qui avait servi six mois les pestiférés avec un tel zèle. La gloire de Belzunce est légitime, mais il ne faut moins admirer ces obscurs religieux dont le nom est à connaître. Les Trinitaires déchaussés ne furent pas rieurs à leurs confrères : « Un pauvre Frère s'est sacrifié au service à l'hôpital aux convalescents, et d'autres confessèrent les malades ».
Les Trinitaires d'Aller, eux aussi, montrèrent un dévouement perpétuel aux chrétiens atteints de la peste.

## Chanoines réguliers
« La congrégation des religieux de l'ordre de la Sainte-Trinité, disent “Les mémoires du clergé”, tome II, page 135, est du nombre de celles des chanoines réguliers de l'ordre de Saint Augustin. Plusieurs souverains pontifes attestent la même chose. Dans plusieurs manuscrits très anciens, la règle de Saint Augustin se trouve jointe à celle de l'ordre de la Sainte-Trinité […] Les Trinitaires sont de droit & de fait chanoines réguliers de Saint Augustin; & c'est en cette qualité qu'ils possèdent de temps immémorial des bénéfices de l'ordre de Saint Augustin. […] Cette qualité est donnée aux Trinitaires dans une transaction faite en 1468, entre les chanoines réguliers de Saint Trophime d'Arles & les religieux de leur ordre dans la même ville. La copie collationnée de cette transaction est dans les archives de leur maison de Paris. […] Ils n'ont cessé de se servir du bréviaire des chanoines réguliers que parce que l'édition en était épuisée; & ce n'est que depuis environ 80 ans qu'ils se servent du bréviaire romain. »

— Maître J.-B. Denisart, 1775.

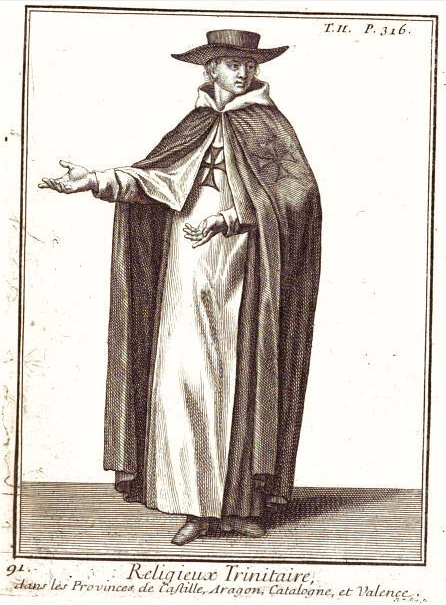
Religieux trinitaire (Espagne, XVIIIe siècle).
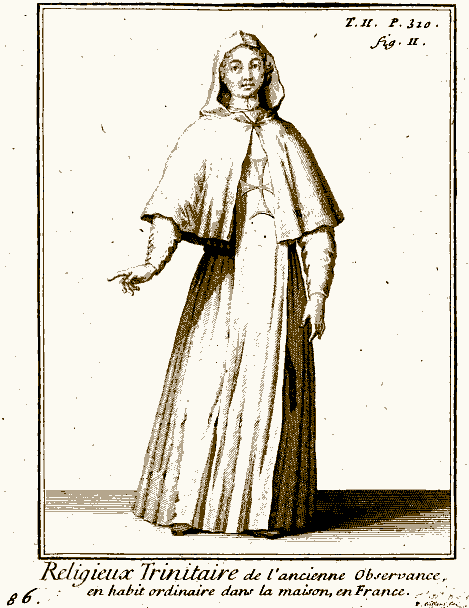
Religieux trinitaire (France, XVIIIe siècle).
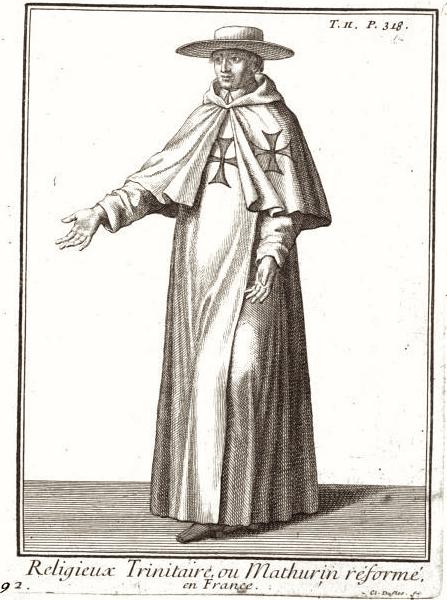
Religieux trinitaire réformé (France, XVIIIe siècle).
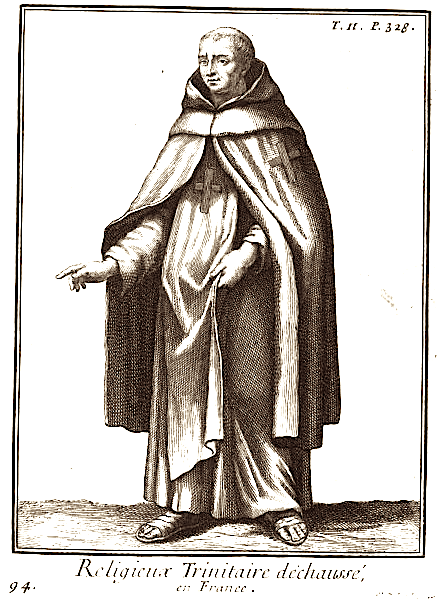
Religieux trinitaire déchaussé (France, XVIIIe siècle).
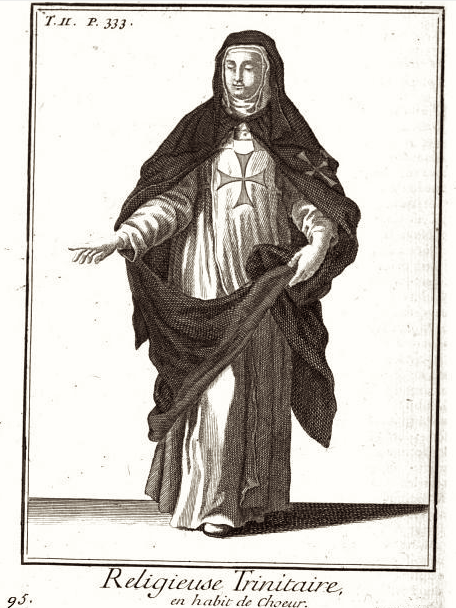
Religieuse trinitaire.
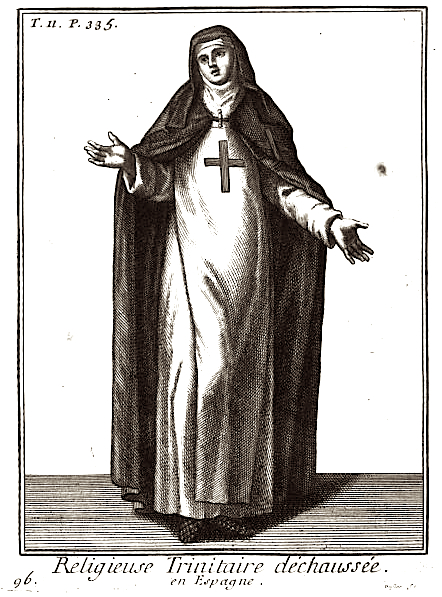
Religieuse trinitaire déchaussée (Espagne, XVIIIe siècle).
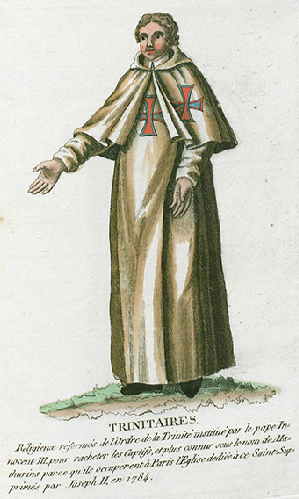
Trinitaires.

## Habit
Les Trinitaires portent depuis leur fondation un habit blanc sur lequel figure une croix rouge et bleue.
Autrefois, l'habit des Trinitaires était différent selon les pays.
Au XVIIIe siècle :
- « en France ils portent une soutane de serge blanche avec un scapulaire de même étoffe, sur lequel il y a une croix rouge & bleue. Lorsqu'ils font au chœur, ils mettent l'été un surplis et l'hiver une chape avec une espèce de capuce fendu par devant. Dans la maison ils ont un camail; quand ils sortent, ils prennent un manteau noir et un chapeau à la manière des ecclésiastiques. Au XVIIe siècle, ils étaient auparavant vêtus de drap avec un grand camail, tant au chœur & dans la maison. Les Réformés conservaient encore au xviiie cet habit. »
- « en Italie ils sont vêtus à peu près comme les Réformés, sinon que leurs habits sont plus amples et de serge, et qu'ils portent une chape tant au chœur qu'en allant par la ville. »
- « ceux de Castille, d'Aragon, de Catalogne & de Valence ont des robes blanches & une chape noire. Dans le reste de l'Espagne ils n'ont pas de chape, mais seulement un camail noir qui descend jusqu'à la ceinture. »
- « ceux de Portugal portent aussi la chape noire.

Tous, excepté les Déchaux, ont sur le scapulaire et sur la chape le manteau ou camail, une croix pattée, rouge et bleue. »

## Symboles et armoiries
« On raconte que saint Jean et saint Félix s'entretenant de Dieu dans la solitude près d'une fontaine, ils aperçurent un cerf blanc qui venait se désaltérer, et qui portait entre ses cornes une croix rouge et bleue, comme celle que saint Jean de Matha avait déjà vue sur la poitrine d'un ange (Cf. Anges, p. 41). Le fait est que les Trinitaires ont adopté deux cerfs blancs pour supports de leurs armoiries; ce qui, avec les deux couleurs de la croix, indiquait la Trinité (ne fût-ce que comme moyen mnémotechnique).»

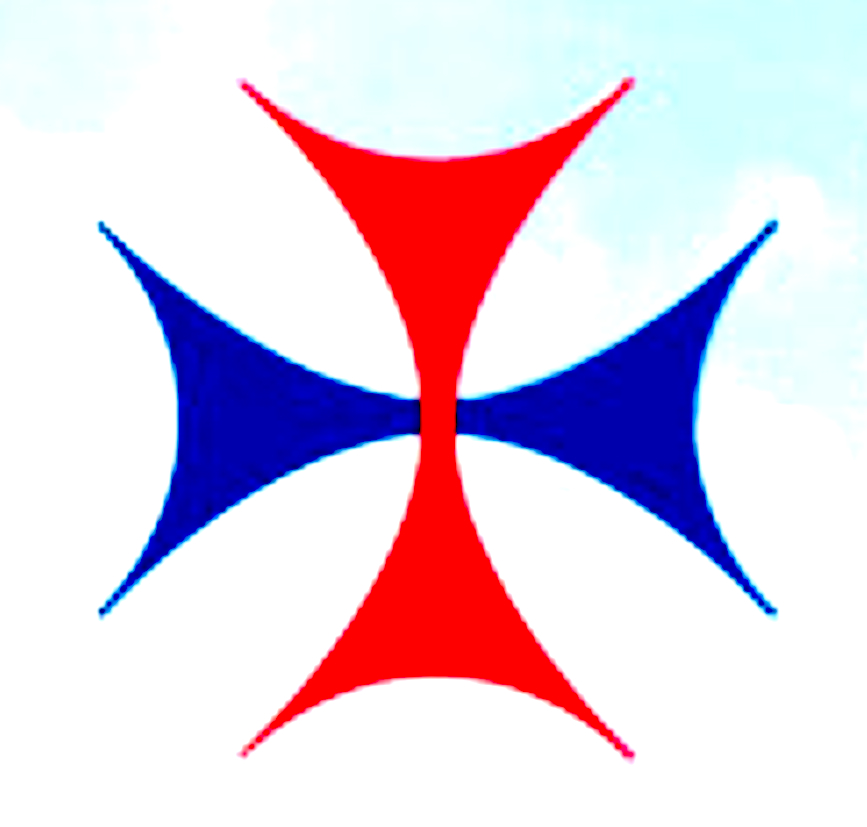
Croix des Trinitaires des origines à la fin du XVIIIe siècle (toujours utilisée par les sœurs trinitaires).

La croix rouge et bleue figura sur les vêtements des Trinitaires, croix pattée pour les Trinitaires, et croix droite pour les Trinitaires réformés (XVIe siècle).
Les armes de l'ordre sont : « d'argent à une croix pattée de gueules et d'azur, à une bordure d'azur aussi, chargée de huit fleurs de lys d'or », l'écu timbré de la couronne royale de France, avec deux cerfs blancs pour supports.
Dans le Dictionnaire généalogique, héraldique, chronologique et historique de La Chesnaye-Desbois (1757), on trouve ces précisions sur les armoiries de l'ordre:
- « Trinitaires, religieux de la rédemption des captifs : d'argent à une croix pattée, le montant de gueule, la traverfe d'azur ; les reformés de France y ajoutent une bordure de fleurs de lys et ceux d'Espagne, une bordure de Castille, qui est de gueule au château d'or. »
- « Trinitaires, de la rédemption des captifs, connus sous le nom de mathurins : d'argent à une croix pattée, le montant de gueule et le travers d'azur à la bordure de même, chargée en orle de huit fleurs de lys d'or, qui est une concession des rois de France. »

## Nombre de couvents auXVIIIesiècle
Vers 1730, l'ordre possédait environ deux cent cinquante couvents, divisés en treize provinces :
- six en France,
- trois en Espagne,
- une en Italie, au Portugal, en Angleterre, en Écosse et en Irlande.

Les quatre provinces de France, de Picardie, de Champagne et de Normandie avaient avant le XVIIIe siècle le droit d'élire le Général. Innocent XI permit à celles d'Espagne de s'en élire un particulier, ce qu'elles firent en 1688. Depuis, Clément XI et Philippe V ont rétabli les choses sur l'ancien pied.

## Prière trinitaire
Les religieux trinitaires ont répandu la prière dite « Couronne des Antiennes Ô », d'abord en Espagne, puis en Amérique, s'appuyant sur les prophéties contenues dans les antiennes, demandant la libération des prisonniers, et des captifs, de la mort et des ténèbres c'est-à-dire les antiennes   Ô Oriens  et  Ô Clavis David, ainsi que l'invocation et supplique de la délivrance attendue : « Viens, Seigneur, délivre-nous, ne tarde plus. » (Ô Radix Jessé)
« Ô Clé de David, ô Sceptre d’Israël, tu ouvres et nul ne fermera, tu fermes et nul n’ouvrira : Viens, Seigneur, et arrache les captifs établis dans les ténèbres et la nuit de la mort.
O Oriens splendeur de la lumière éternelle et soleil de justice : Viens, Seigneur, illuminer ceux qui habitent les ténèbres et l’ombre de la mort. »

## Situation actuelle

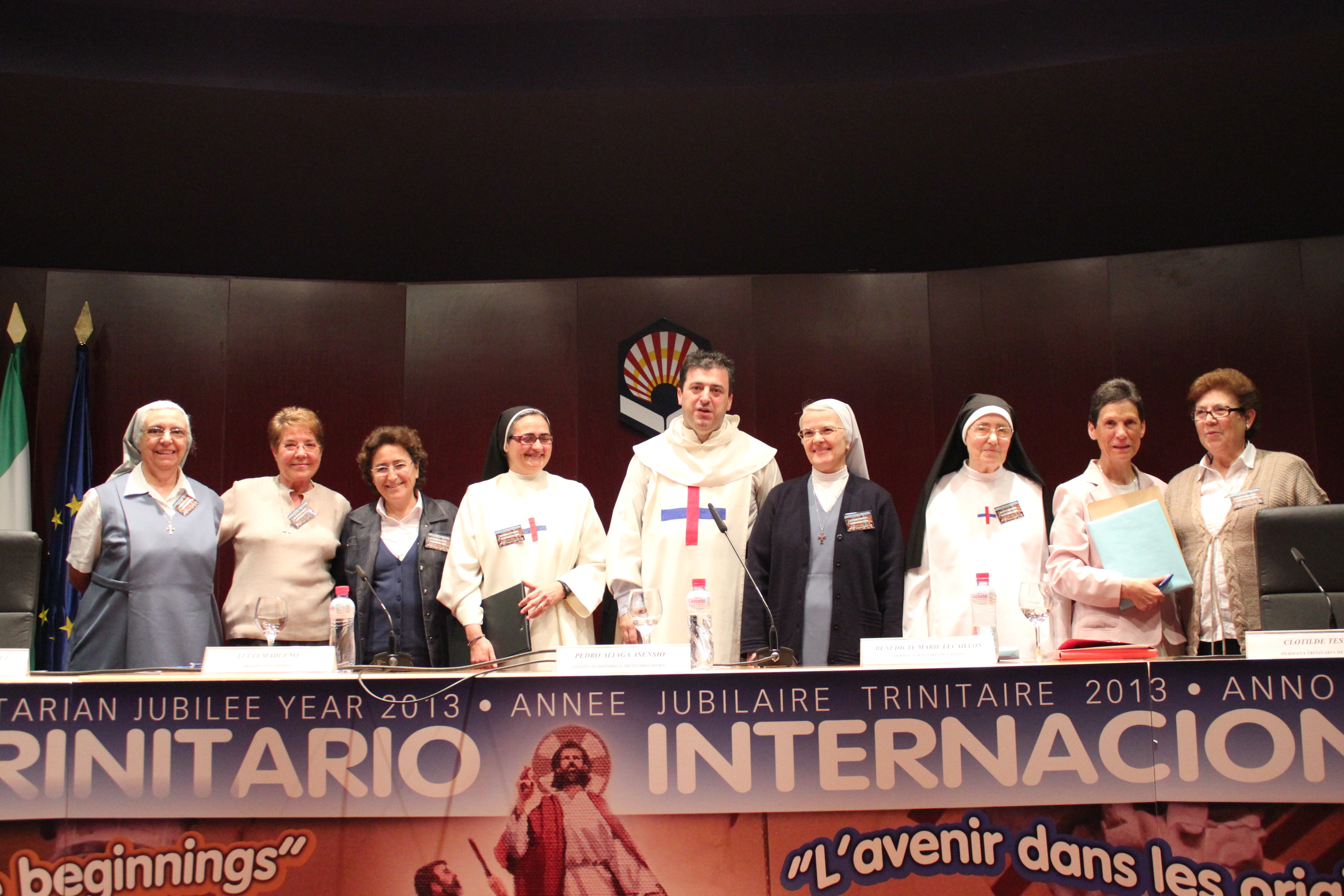
Mères générales et Vicaire général de l'Ordre réunis à Cordoue en 2013.

L'ordre a perdu beaucoup de sa vitalité au cours des siècles du fait de la diminution progressive du nombre de chrétiens emprisonnés par les musulmans et du contrôle des États absolutistes. Mais depuis la fin du XIXe siècle, il retrouve une nouvelle vigueur et compte aujourd'hui près de 600 religieux disséminés dans les pays suivants : Madagascar (où il est particulièrement dynamique), Inde, Canada, Italie, Espagne, France (où il y a une douzaine de religieux en 2018), États-Unis, Mexique, Corée du sud, Porto Rico, Colombie, Brésil, Pérou, Bolivie, Chili, Argentine, Pologne, Congo, Gabon et Autriche. Les Trinitaires se consacrent principalement à la pastorale paroissiale, aux prisons, à l'assistance des chrétiens persécutés à cause de leur foi, aux malades dans les hôpitaux, et collaborent avec les organismes internationaux et les ordres missionnaires. À Paris, ils sont présents à la paroisse Saint-Leu-Saint-Gilles dans le quartier des Halles, où ils animent des sessions spirituelles et viennent en aide aux personnes sans domicile fixe.
Les sœurs trinitaires sont plusieurs centaines et sont enseignantes ou hospitalières ou encore contemplatives : sœurs trinitaires de Valence (Espagne) (190 membres), sœurs trinitaires de Madrid (160 sœurs), Sœurs trinitaires de Valence (Drôme), Sœurs trinitaires de Rome (34 communautés), sœurs trinitaires de Majorque (60 sœurs), moniales trinitaires (21 monastères), etc. Le laïcat trinitaire est aussi présent dans le monde entier, soient 14 associations de laïcs formant 127 fraternités et réunissant 3 200 membres.

## Liste des ministres généraux
- Jean de Matha (1198-1213)
- Jean l'Anglais (Johannes Anglicus) (1214-1217)
- Guillaume l'Écossais (Gullielmus Scotus) (1217-1222)
- Roger le Lépreux (Rogerius) (1223-1227)
- Michel l'Espagnol (Michael Hispanus) (1227-1230)
- Nicolas Ier (Nicolaus) (1231-1257)
- Jacques le Flamand (Jacobus Flamingus) (1257-1258?)
- Hugo (1258-1262)
- Alard (Alardus) (1262-1272?)
- Jean Boileau (1272-avril 1291)
- Pierre de Cuzieu (Petrus de Cusiaco) (1291-19 janvier 1315)
- Bertaud (Bertaudus) (1315-1324)
- Jean Brunet (1324-1337)
- Thomas Loquet (1337-1357)
- Pierre de Boury (Petrus de Burreio) (6 mai 1358-septembre 1373)
- Jean de La Marche (30 avril 1374-1392)
- Regnaud de La Marche (Reginaldus de Marchia) (12 mai 1392-1410)
- Thierry Varreland (1410-1413)
- Pierre Candoté (1415-1420)
- Jean Halboud (1421-1439)
- Jean Thibaud (1440-1460)
- Raoul du Vivier (1460-23 juillet 1472)
- Robert Gaguin (16 mai 1473-22 mai 1501)
- Gui Meunier (1502-1508)
- Nicolas Meunier (1509-1545), neveu du précédent
- Thibaud Meunier (1546-mai 1568), frère du précédent
- Bernard Dominique (11 août 1570-février 1597)
- François Petit (1598-7 juillet 1612)
- Louis Petit (26 août 1612-5 octobre 1652), neveu du précédent
- Claude Ralle (5 décembre 1652-14 novembre 1654)
- Pierre Mercier (25 avril 1655-26 mai 1685)
- Eustache Teissier (20 mars 1686-8 janvier 1693)
- Grégoire de La Forge (7 novembre 1693-27 août 1706)
- Claude de Massac (1706-17 février 1748)
- Guillaume Lefèvre (1749-1764)
- François Pichault (1765-1780)
- Pierre Chauvier (1781-1792)
- Silvestro Calvo (1805-1813)
- Blas Sánchez (1814-1824)
- Pablo Hernández (1825-1826)
- Francisco-Javier León (1826-1831)
- Francisco Martí (1831-1853)
- Sigismundo Casa (1853-1855)
- Antonio Martín y Bienes (1856-1894)
- Esteban del Purísimo Corazón de María (1894-1900)
- Gregorio de Jesús & María (1900-1906)
- Antonino de la Asunción (1906-1919)
- Francisco-Javier de la Immaculada Concepción (1919-1931)
- Antonino de la Asunción (1931-1943)
- Ignacio Machione (1947-1959)
- Michele Nardone (1959-1971)
- Ignacio Vizcargüenaga-Arriortúa (1971-1983)
- José Gamarra-Mayor Sáez (1983-1995)
- José Hernández-Sánchez (1995-2007)

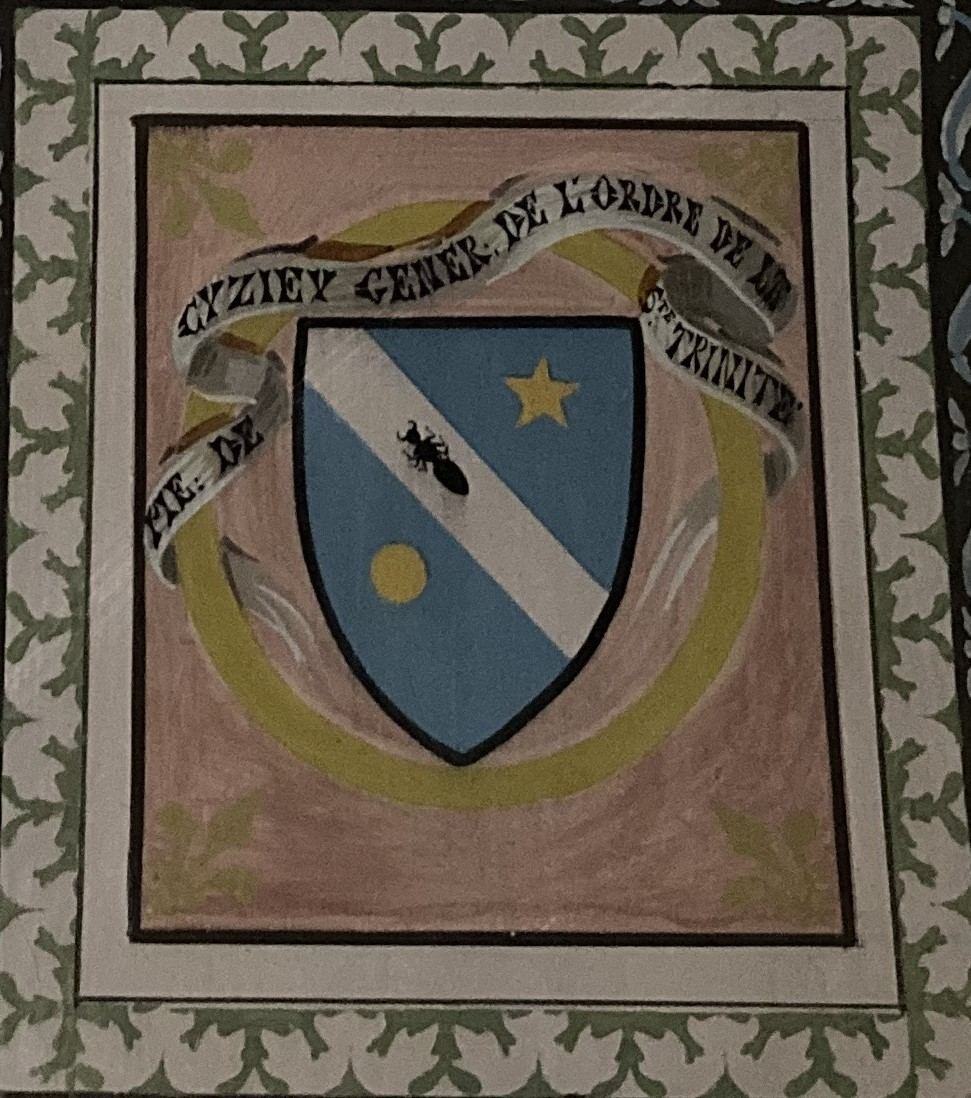
Armoiries de Pierre de Cuzieu, Ministre Général de l'Ordre de la Sainte Trinité (1291-1315) - Salle des Blasons dite La Diana du Chevalier de Saint-Thomas, château de Roanne (Loire)

- José T. Narlaly (2007-2019)
- Luigi Buccarello (it) (2019-)

## Figures marquantes
- Saint Jean de Matha
- Saint Félix de Valois
- Robert Gaguin
- Saint Simon de Rojas
- Saint Michel des Saints

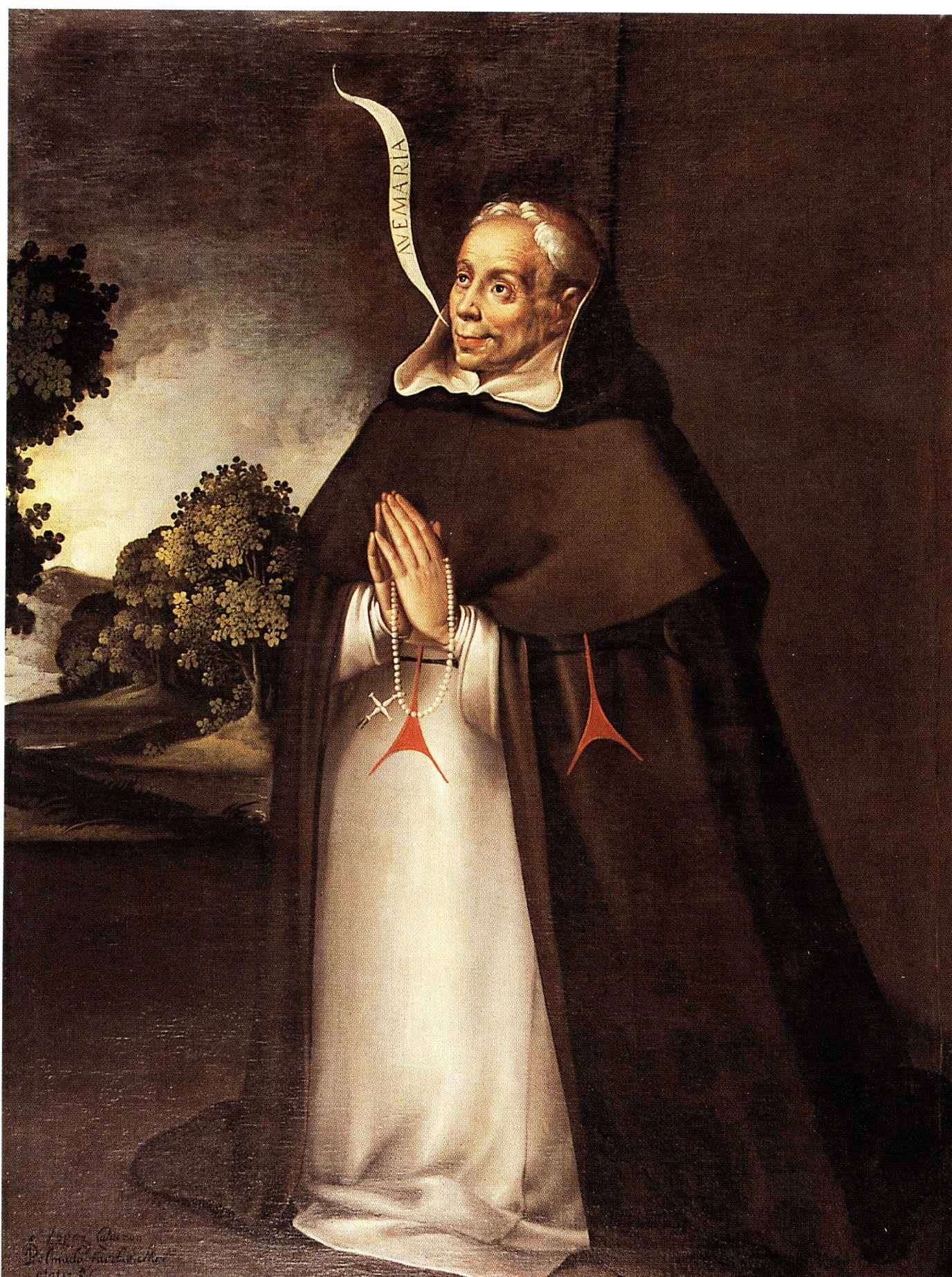
Saint Simon de Rojas, Pedro el Mudo (1640), Las Palmas de Grande Canarie, Fondation Montesdeoca García-Saenz.

- Saint Jean-Baptiste de la Conception
- Bienheureux Marcos Criado
- Marcela de San Félix
- Louis de la Trinité
- Thomas de la Vierge
- Angèle Marie Autsch
- Anne-Marie Taigi
- Jean-Paul Régimbal

## Sources
- Gaston et Monique Duchet-Suchaux, Les Ordres Religieux : guide historique, Flammarion, 2000, 318 p. (ISBN 978-2-08-012297-1 et 2-08-012297-5)
- Duval André, Dictionnaire du Moyen Âge : histoire et société, Encyclopædia Universalis, septembre 1997 (ISBN 2-7028-1460-3)
- Paul Deslandres, L'Ordre des Trinitaires pour le Rachat des Captifs, Toulouse-Paris, éd. Privat, 1903.
- Chassel J.-L., « Emblème, légende et symbole : le sceau des Mathurins de Fontainebleau en 1276 », Revue française d'héraldique et de sigillographie, 1978, pp. 7-18.
- Liez J.-L., « Les sceaux des Trinitaires. Approche iconographique et catalogue », Revue française d'héraldique et de sigillographie, 1992-1993, pp. 67-91.
- Knecht Thierry (Père), L'Ordre des Trinitaires : huit siècles d'histoire, Paris, éd. Ordre de la Sainte Trinité, 1993.
- Jacques Heers, Les Négriers en terres d’islam, Paris, Perrin, 2003.
- Hierholz Grimaldi R., Les Trinitaires, Paris, Fayard 1995.
- Truyol y Serra Antonio, Histoire du droit international public, Paris, Economica, 1995, p. 37.
- Liez J.-L., « La Vierge du Remède et la dévotion au scapulaire », Histoire de l'art, Figures, nos 37-38, mai 1997, pp. 41-53.
- Liez J.-L., « Un exemple de l'architecture médiévale des Trinitaires : le couvent de Burgos », Utilis est lapis in structura, mélanges offerts à Léon Pressouyre, CTHS, 2000, pp. 207-211.
- Liez J.-L., « Autour du tableau Saint Jean de Matha délivrant les captifs conservé à Troyes », La Vie en Champagne, no 29, janvier-mars 2002, pp. 34-39.
- Liez J.-L., « Les Trinitaires à Arles (1203-1791) » et « Antiphonaire des Trinitaires de la ville d'Arles, composé par le frère V. Brémond en 1674 », in Histoires de vies, histoires d'objets, acquisitions récentes, 1996-2011, cat. exp., Arles, Museon Arlaten, 28 juin 2002-12 janvier 2003, pp. 104-111.
- Liez J.-L., « Les églises de l'ordre des Trinitaires en Europe centrale : à la recherche d'une esthétique », Bulletin archéologique du CTHS, nos 31-32, 2005, pp. 119-134.
- Liez J.-L., « L'accueil des pèlerins en Champagne : l'exemple des Trinitaires », in En passant par la Champagne, pèlerins & marchands, Moyen Âge et Renaissance, cat. exp., La Maison du Patrimoine du Grand Troyes, 2007, pp. 27-29.
- Liez J.-L., « Les “hôpitaux” des Trinitaires et le mystère des reliques de saint Roch », Luxembourg, CLUDEM, t. 19, 2008, pp. 385-419.
- Liez J.-L., L'art des Trinitaires en Europe (XIIIe-XVIIIe s.), Presses universitaires de Saint-Étienne, 2011, 544 p. + 1 CD.